# 18 محرم
- السبت
- الأحد
- الاثنين
- الثلاثاء
- الأربعاء
- الخميس
- الجمعة

- 306 يوليو 2024
- 17 يوليو 2024
- 28 يوليو 2024
- 39 يوليو 2024
- 410 يوليو 2024
- 511 يوليو 2024
- 612 يوليو 2024
- 713 يوليو 2024
- 814 يوليو 2024
- 915 يوليو 2024
- 1016 يوليو 2024
- 1117 يوليو 2024
- 1218 يوليو 2024
- 1319 يوليو 2024
- 1420 يوليو 2024
- 1521 يوليو 2024
- 1622 يوليو 2024
- 1723 يوليو 2024
- 1824 يوليو 2024
- 1925 يوليو 2024
- 2026 يوليو 2024
- 2127 يوليو 2024
- 2228 يوليو 2024
- 2329 يوليو 2024
- 2430 يوليو 2024
- 2531 يوليو 2024
- 261 أغسطس 2024
- 272 أغسطس 2024
- 283 أغسطس 2024
- 294 أغسطس 2024
- 15 أغسطس 2024
- 26 أغسطس 2024
- 37 أغسطس 2024
- 48 أغسطس 2024
- 59 أغسطس 2024

18 مُحرَّم أو 18 مُحرَّم الحرام أو يوم 18 \ 1 (اليوم الثامن عشر من الشهر الأوَّل) هو اليوم الثامن عشر من أيَّام السنة وفق التقويم الهجري القمري (العربي). يبقى بعده 336 أو 337 يومًا لانتهاء السنة.

## أحداث
- 487 هـ - مبايعة الخليفة العباسي في بغداد المستظهر بالله بالخلافة الإسلامية.
- 645 هـ - سفارة مسيحية من البابا إنوسنت الرابع إلى المغول تعرض التعاون معًا في القضاء على المسلمين.
- 815 هـ - الناصر فرج بن برقوق ينتهي من تحصين دمشق.
- 1149 هـ - الجيش الإمبراطوري الروسي يقوم بعملية تخريب واسعة في شبه جزيرة القرم التي كانت تابعة للدولة العثمانية.
- 1204 هـ - سيطرة الألمان على مدينة بلغراد.
- 1213 هـ - دخول الحملة الفرنسية مدينة الإسكندرية.
- 1249 هـ - توقيع معاهدة هنكار إسكله سي بين العثمانيين وروسيا.
- 1270 هـ - وصول بعض القطع البحرية الروسية إلى ميناء «سينوب» على البحر الأسود بقيادة «ناخيموف» قائد الأسطول الروسي.
- 1307 هـ - وصول جثمان يوسف بك كرم إلى زغرتا في جبل لبنان.
- 1336 هـ - وزير الخارجية البريطاني آرثر جيمس بلفور يرسل رسالة إلى اللورد ليونيل وولتر دي روتشيلد يشير فيها إلى تأييد الحكومة البريطانية لإنشاء وطن قومي لليهود في فلسطين، وهي الرسالة التي عرفت باسم وعد بلفور.
- 1361 هـ - الجيش البريطاني يحاصر الملك فاروق في قصر عابدين ويخيّره إمّا أن يكلف زعيم حزب الوفد مصطفى النحاس بتشكيل الحكومة أو أن يتنازل عن العرش، وانتهى الحصار بتنفيذ الملك فاروق لشروط الإنجليز.
- 1362 هـ - فرانكلين روزفلت وونستون تشرشل يختتمان اجتماعهما في الدار البيضاء بالمغرب وذلك أثناء الحرب العالمية الثانية.
- 1370 هـ - اغتيال السياسي والعسكري السوري سامي الحناوي في بيروت.
- 1380 هـ - فرنسا توافق على استقلال كل من النيجر وتشاد وفولتا العليا وساحل العاج وأفريقيا الوسطى.
- 1385 هـ - إعدام الجاسوس الإسرائيلي إيلي كوهين، شنقًا في ساحة المرجة بدمشق بعد أن كشفت الأجهة الأمنية أمره سابقًا.
- 1411 هـ -
  - مجلس الأمن الدولي يتبنى بالاجماع «القرار رقم 662» الذي يعدّ ضم الكويت إلى العراق أيًا كان الشكل والذريعة ليس له أي أساس قانوني وهو ملغي وكأنه لم يكن، ويطلب من جميع الدول والمنظمات الدولية والمؤسسات المختصة عدم الاعتراف بهذا الضم والامتناع عن أي إجراء وأي اتصال يمكن أن يفسر بأنه اعتراف غير مباشر بالضم.
  - السعودية تقرر استقدام قوات الحلفاء لمواجهة الغزو العراقي للكويت.
- 1433 هـ -
  - المنصف المرزوقي يحلف اليمين رئيسًا مؤقتًا لتونس وذلك بعد انتخابه من قبل المجلس الوطني التأسيسي، وبعد ذلك قام بتكليف حمادي الجبالي بتشكيل الحكومة الجديدة.
  - رفع علم فلسطين على مقر منظمة اليونسكو في باريس وذلك بعد قبولها كعضو كامل في المنظمة التابعة للأمم المتحدة في 4 ذو الحجة 1432هـ.
- 1437 هـ - متروجت الرحلة 9268 تسقط في سيناء عندما كانت في طريقها إلى سان بطرسبرج، مما أسفر عن مقتل 224 شخصًا كانوا على متنها.
- 1442 هـ - الحكومة السودانية تُعلن حالة الطوارئ وإعلان السودان منطقة كوارث طبيعية إثر مقتل 101 شخص وتشريد ما يزيد عن 100 ألف آخرين جراء الفيضانات التي اجتاحت البلاد.

## مواليد
- 419 هـ - أبو المعالي الجويني، فقيه وأصولي.
- 1315 هـ - علي أدهم، كاتب مصري.
- 1343 هـ - أنيس منصور، كاتب صحفي وأديب مصري.
- 1357 هـ - قطقوطة، ممثلة وراقصة مصرية.
- 1360 هـ - دونا شلالا، أكاديمية ووزيرة أمريكية من أصل لبناني.
- 1365 هـ - هناء الشوربجي، ممثلة مصرية.
- 1370 هـ - عبد الله غل، رئيس تركيا الحادي عشر.
- 1399 هـ - ياسين أحجام، ممثل مغربي.
- 1402 هـ -
  - محمد فراج، ممثل مصري.
  - لاميتا فرنجية، ممثلة وعارضة أزياء لبنانية.

## وفيات
- 1336 هـ - محمد رضا فضل الله، فقيه وشاعر لبناني عثماني.
- 1370 هـ - سامي الحناوي، عسكري وسياسي سوري.
- 1378 هـ - سلامة موسى، كاتب مصري.
- 1385 هـ - محمد البشير الإبراهيمي، مصلح جزائري.
- 1385 هـ - إيلي كوهين، جاسوس إسرائيلي.
- 1427 هـ - عبد الله بن حمد القرعاوي، شاعر وصحفي وإداري سعودي.
- 1429 هـ - جورج حبش، سياسي فلسطيني ومؤسس الجبهة الشعبية لتحرير فلسطين.
- 1434 هـ - أحمد الطيب العلج، ممثل مغربي.
- 1435 هـ - أسامة عبد الرحمن، كاتب وشاعر سعودي.
- 1436 هـ - معالي زايد، ممثلة مصرية.

## وصلات خارجية
- موقع قصة الإسلام: حدث في شهر محرم.